# Francesco Antonio Porpora
Francesco Antonio Porpora (1575–1640) foi um prelado católico romano italiano que serviu como bispo de Montemarano (1635–1640).

## Biografia
Francesco Antonio Porpora nasceu em Nápoles, na Itália, em 1575. No dia 7 de maio de 1635, foi nomeado bispo de Montemarano durante o papado de Urbano VIII. A 13 de maio de 1635, foi consagrado bispo por Francesco Maria Brancaccio, Cardeal-Sacerdote de Santi XII Apostoli, com Giacomo Theodoli, Bispo de Forlì e Alessandro Suardi, Bispo de Lucera, servindo como co-consagradores. Serviu como Bispo de Montemarano até à sua morte em 1640.